# Điện ảnh năm 2010
Điện ảnh 2010 tổng quan về các sự kiện điện ảnh, bao gồm các phim điện ảnh đạt doanh thu cao nhất, các lễ trao giải, liên hoan phim cùng danh sách các phim điện ảnh được ra mắt trong năm.

## Phim có doanh thu cao nhất
Top 10 phim điện ảnh có doanh thu cao nhất được ra mắt trong năm 2010.
| Hạng | Tựa đề                                   | Hãng phát hành | Doanh thu toàn cầu |
| ---- | ---------------------------------------- | -------------- | ------------------ |
| 1    | Câu chuyện đồ chơi 3                     | Disney         | $1,066,969,703     |
| 2    | Alice ở xứ sở thần tiên                  | Disney         | $1,025,467,110     |
| 3    | Harry Potter và Bảo bối Tử thần – Phần 1 | Warner Bros.   | $960,283,305       |
| 4    | Inception                                | Warner Bros.   | $825,532,764       |
| 5    | Shrek Forever After                      | Paramount      | $752,600,867       |
| 6    | The Twilight Saga: Nhật thực             | Summit         | $698,491,347       |
| 7    | Người Sắt 2                              | Paramount      | $623,933,331       |
| 8    | Công chúa tóc mây                        | Disney         | $591,794,936       |
| 9    | Kẻ trộm mặt trăng                        | Universal      | $543,113,985       |
| 10   | Bí kíp luyện rồng                        | Paramount      | $494,878,759       |